# Les Hauts-d’Anjou
Les Hauts-d’Anjou (von 2017 bis 2018 Les Hauts d’Anjou) ist eine französische Gemeinde mit 8.712 Einwohnern (Stand: 1. Januar 2022) im Département Maine-et-Loire in der Region Pays de la Loire. Sie gehört zum Arrondissement Segré und zum Kanton Tiercé.
Les Hauts d’Anjou (Schreibweise zunächst ohne Bindestrich) wurde zum 15. Dezember 2016 als Commune nouvelle aus den vormaligen Gemeinden Brissarthe, Champigné, Cherré, Contigné, Marigné, Querré und Sœurdres gebildet, die in der neuen Gemeinde den Status einer Commune déléguée besitzen.
Am 1. Januar 2019 trat die Stadt Châteauneuf-sur-Sarthe als Commune déléguée bei. Der Verwaltungssitz der Commune nouvelle wurde von Champigné nach Châteauneuf-sur-Sarthe verlegt. Zugleich wurde die Schreibweise mit Bindestrich eingeführt.

## Geographie
Les Hauts-d’Anjou liegt etwa 25 Kilometer nördlich des Stadtzentrums von Angers zwischen den Flüssen Mayenne und Sarthe.

## Gliederung
| Ortsteil                                 | ehemaliger INSEE-Code | Fläche (km²) | Einwohnerzahl zum 1. Januar 2022 |
| ---------------------------------------- | --------------------- | ------------ | -------------------------------- |
| Brissarthe                               | 49051                 | 16,99        | .0619                            |
| Champigné                                | 49065                 | 22,70        | 2.273                            |
| Châteauneuf-sur-Sarthe (Verwaltungssitz) | 49080                 | 14,39        | 3.067                            |
| Cherré                                   | 49096                 | 13,91        | .0551                            |
| Contigné                                 | 49105                 | 23,31        | .0772                            |
| Marigné                                  | 49189                 | 24,41        | .0697                            |
| Querré                                   | 49254                 | 12,41        | .0360                            |
| Sœurdres                                 | 49335                 | 15,24        | .0373                            |

## Sehenswürdigkeiten
| Name                             | Ort                    | Bemerkungen                                                           | Bild |
| -------------------------------- | ---------------------- | --------------------------------------------------------------------- | ---- |
| Kirche Notre-Dame                | Brissarthe             | 11. Jahrhundert, seit 1965 als Monument historique eingeschrieben     |      |
| Herrenhaus La Coutardière        | Brissarthe             | 15./16. Jahrhundert, seit 2004 als Monument historique eingeschrieben |      |
| Herrenhaus La Maldemeure         | Champigné              | 15. Jahrhundert, seit 2006 als Monument historique eingeschrieben     |      |
| Herrenhaus La Hamonnière         | Champigné              | 15. Jahrhundert, seit 1949 als Monument historique klassifiziert      |      |
| Herrenhaus Charnacé              | Champigné              | 16. Jahrhundert, seit 1930 als Monument historique klassifiziert      |      |
| Kirche Notre-Dame                | Châteauneuf-sur-Sarthe | 12. Jahrhundert, seit 1972 als Monument historique eingeschrieben     |      |
| Kirche Saint-Pierre              | Cherré                 | 12. Jahrhundert                                                       |      |
| Kirche Notre-Dame                | Contigné               | 18. Jahrhundert                                                       |      |
| Priorat Le Gravier               | Contigné               | 17./18. Jahrhundert, seit 1977 als Monument historique eingeschrieben |      |
| Kirche Saint-Pontien             | Marigné                | 11./12. Jahrhundert, seit 1971 als Monument historique eingeschrieben |      |
| Schloss La Perrine               | Marigné                | 19. Jahrhundert                                                       |      |
| Schloss Le Port Joulain          | Marigné                | 17. Jahrhundert                                                       |      |
| Kirche Saint-Martin-de-Vertou    | Querré                 | 15. und 19. Jahrhundert                                               |      |
| Kirche Saint-Jean-Baptiste       | Sœurdres               | 20. Jahrhundert                                                       |      |
| Kapelle Notre-Dame de la Salette | Sœurdres               | 19. Jahrhundert                                                       |      |
| Herrenhaus La Touche-Moreau      | Sœurdres               | 16. Jahrhundert, seit 1928 als Monument historique klassifiziert      |      |
| Herrenhaus Logis des Tuffades    | Sœurdres               | 15. Jahrhundert                                                       |      |
| Schloss Moyre                    | Sœurdres               | 19. Jahrhundert                                                       |      |

## Persönlichkeiten
- Henri Lebasque (1865–1937), französischer Maler aus Champigné
- Jean Foyer (1921–2008), Politiker (Justizminister, 1962–1967) und Jurist aus Contigné

## Partnerschaften
Über die Ortschaft Châteauneuf-sur-Sarthe besteht mit der spanischen Gemeinde Castejón in der Provinz und Region Navarra eine Partnerschaft.